# Pierre-Henri Dorie
Pierre Henri Dorie (1839-1866) foi um missionário francês da Sociedade de Missões Estrangeiras de Paris, que foi martirizado na Coreia em 1866. Sua festa é 7 de março  e ele também é venerado junto com o resto dos 103 mártires coreanos em 20 de setembro.

## Biografia
Henri Dorie nasceu em 23 de setembro de 1839 em Saint-Hilaire-de-Talmont.
Após a prisão e execução do Bispo Siméon-François Berneux em 7 de março de 1866, todos, exceto três dos missionários franceses na Coréia também foram capturados e executados: entre eles estavam o Bispo Antoine Daveluy, o Padre Just de Bretenières, o Padre Louis Beaulieu, o Padre Dorie, Padre Pierre Aumaître, Padre Martin-Luc Huin, todos membros da Sociedade de Missões Estrangeiras de Paris.
As perseguições desencadearam a Campanha Francesa contra a Coréia em outubro-novembro de 1866.

Como os outros mártires, Pierre Henri Dorie foi canonizado pelo Papa João Paulo II em 6 de maio de 1984 sob o nome de Peter Henricus Dorie.